# گرازی ماسافرا
گرازی ماسافرا (به انگلیسی: Grazi Massafera) (زاده ۲۸ ژوئن ۱۹۸۲) بازیگر، مدل برزیلی است.